# Деформация плодов

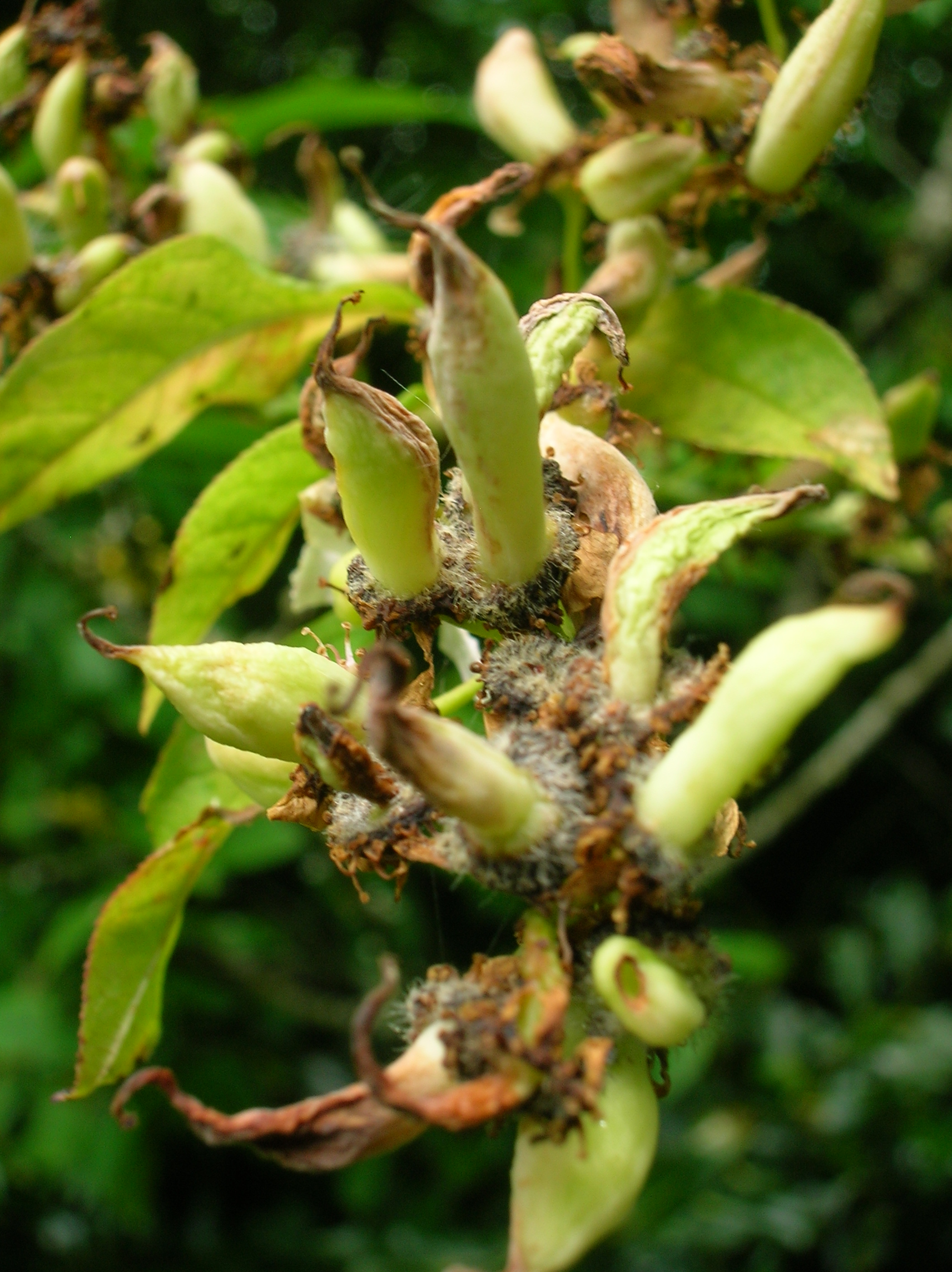
«Дутые плоды» черёмухи обыкновенной, вызванные заражением грибом Taphrina padi

Деформа́ция плодо́в — симптом некоторых заболеваний растений, вызываемых поражением цветков и завязей грибами рода Тафрина (Taphrina). У деревьев и кустарников из рода Слива (Prunus) (слива домашняя, вишня обыкновенная, черёмуха обыкновенная и др.) такое заболевание называется «карма́шки», или «ду́тые плоды́». Заболевание может причинять ущерб в садоводстве и лесном хозяйстве.
Кроме сливы, деформация плодов встречается у ольхи (Alnus) и тополя (Populus).

## Признаки
Стенки поражённых завязей уродливо разрастаются, семена не развиваются. У сливы «дутый плод» представляет собой вытянутое мешковидное образование с полостью внутри, которое затем покрывается спороносящим слоем гриба. У ольхи и тополя поражаются отдельные цветки в женских соцветиях, которые вздуваются или разрастаются в листовидные образования.

## Возбудители

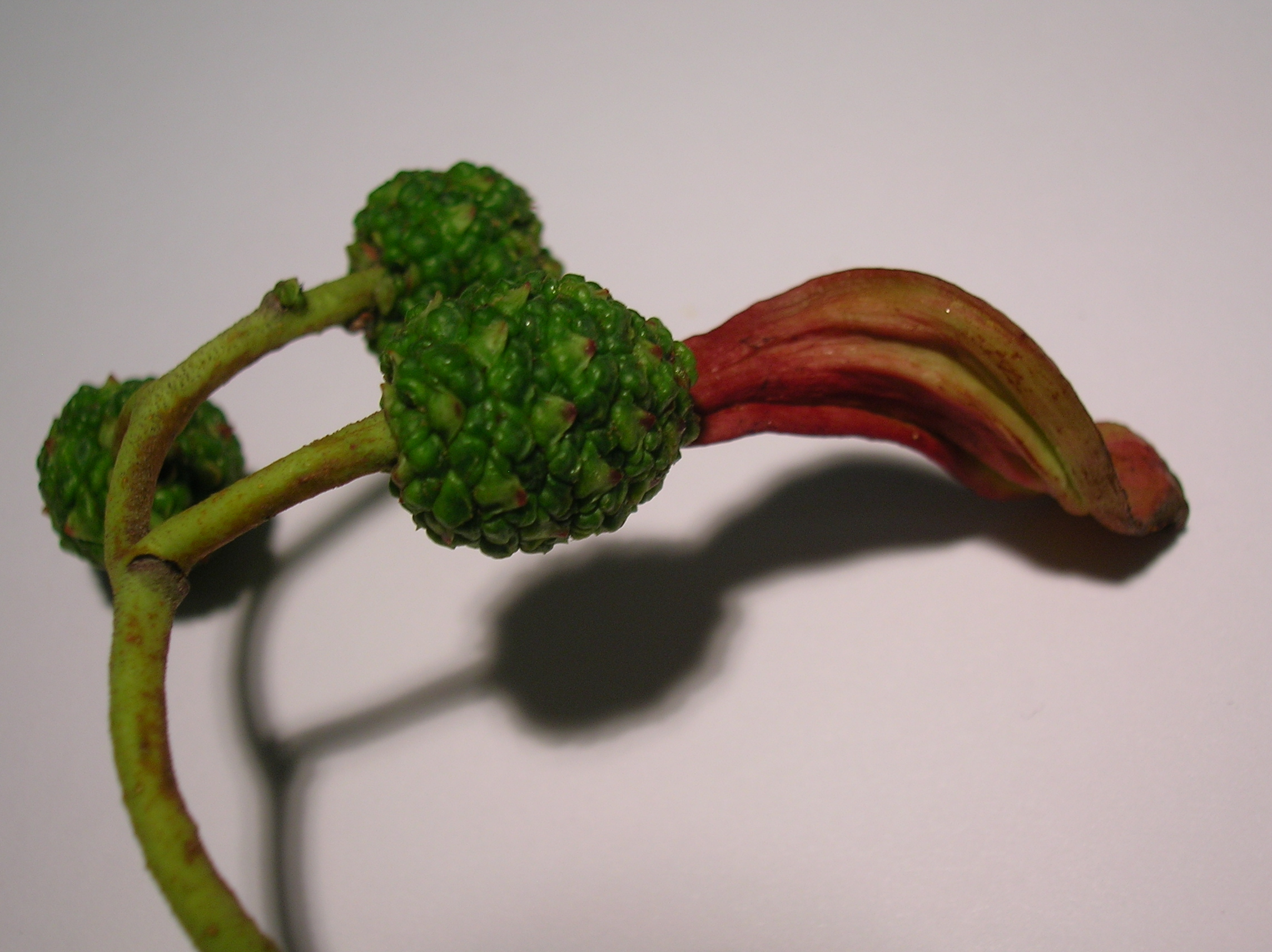
Женская серёжка ольхи, поражённая Taphrina alni

- Taphrina alni вызывает у различных видов ольхи появление на женских соцветиях листовидных разрастаний. Распространена в Северном полушарии[2][3].
- Taphrina communis встречается в Северной Америке, поражает сливу американскую (Prunus americana) и другие виды. Может вызывать также деформацию листьев[4].
- Taphrina johansonii поражает различные виды тополя, преимущественно осину. Встречается в различных регионах Северного полушария[5].
- Taphrina padi поражает черёмуху обыкновенную и близкие виды. Распространена в Евразии, иногда наносит значительный ущерб[6].
- Taphrina pruni — Тафрина сливовая поражает различные виды сливы. Кроме поражения плодов, вызывает курчавость листьев и «ведьмины мётлы». Мицелий этого вида сохраняется зимой в ветвях, поэтому заражённые ветви каждый год образуют «кармашки» вместо здоровых плодов, болезнь может уничтожать до 15—20 % урожая. Тафрина сливовая встречается во многих регионах мира[2][7][1].
- Taphrina rhizophora — Тафрина тополёвая вызывает вздутие плодов у тополя белого, встречается в Северном полушарии[5].
- Taphrina rostrupiana — Тафрина Рострупа — европейский вид, поражает тёрн[8].

## Меры борьбы
Для уничтожения зимующей инфекции и предотвращения вторичного заражения производят уборку и уничтожение поражённых плодов, обрезку ветвей. Для профилактики осенью и ранней весной опрыскивают деревья препаратами меди (1—2-процентной бордоской жидкостью) или железа (3-процентным железным купоросом).